# Opinia Timișoarei
Opinia Timișoarei este un ziar din Timișoara, România, lansat în mai 2008.